# Geranomyia uberis
Geranomyia uberis är en tvåvingeart som först beskrevs av Alexander 1939.  Geranomyia uberis ingår i släktet Geranomyia och familjen småharkrankar. Inga underarter finns listade i Catalogue of Life.